# Zofia Baniecka
Zofia Baniecka   (Varsòvia, 12 de maig de 1917 - Varsòvia, 2 de juny de 1993) va ser un membre polonès de la Resistència durant la Segona Guerra Mundial. A més de transmetre armes i altres materials als combatents de la resistència, Baniecka i la seva mare van acollir més de 50 jueus a casa seva entre 1941 i 1944. Més tard, Baniecka va ser activista de l'Oficina d'Intervenció del Comitè de Defensa dels Treballadors de Polònia (Komitet Obrony Robotników, KOR) el 1977. Ella i el seu marit van participar activament en el moviment Solidaritat als anys vuitanta, distribuint premsa clandestina. En la seva activitat professional, Baniecka va ser membre del capítol de Varsòvia de l'Associació d'Artistes i Dissenyadors Polonesos (ZPAP).

## Biografia
Nascuda quinze anys després del casament dels seus pares, Zofia Baniecka era filla única d'un pare escultor i una mare professora de Varsòvia. Els seus pares no eren religiosos, però va anar a una escola catòlica. Després va estudiar a la Universitat de Varsòvia, abans de la invasió soviètica i alemanya de Polònia. Zofia tenia molts amics jueus amb tendències intel·lectuals, com els seus propis pares. A finals de 1940, els ocupants nazis van ordenar a la família que es traslladés quan la seva casa va caure dins dels límits del recentment establert gueto de Varsòvia.
Els tres membres de la família van començar a treballar al metro polonès. En el cas de Zofia, es va afiliar a Bataliony Chłopskie. La discreta mare de cabells grisos de Zofia transportava armes a la bossa de la compra per a la Resistència, mentre que el pare de Zofia feia contraban de menjar i llibres a amics del Gueto. Gràcies a l'ajut dels seus contactes subterranis, la família aviat es va traslladar a un gran apartament amb quatre habitacions i una cuina - a prop de les parets del gueto - i va començar a acollir refugiats jueus. L'apartament estava dividit per cortines amb una família jueva diferent darrere de cadascuna. Mai es va negar a ningú: amics, desconeguts, coneguts. Zofia es va implicar en la premsa clandestina i també va ajudar al Comitè jueu a trobar amagatalls per als nens. Com a missatgera, va distribuir diaris subterranis i va transmetre ordres al Govern General.
Tot i que el 1941 el pare de Zofia va morir en un atac aeri soviètic a Varsòvia - des de l'hivern de 1941 fins a l'agost de 1944 (quan va començar l'aixecament de Varsòvia) - Les dues dones van aconseguir rescatar almenys cinquanta jueus a casa seva, inclosa una família de deu persones, que van escapar de la tempesta de foc del Gueto l'abril de 1943 després del fracassat Aixecament del Gueto. Quan la seva casa era plena, els Banieckis van ajudar els jueus a trobar altres llocs on amagar-se.
Després de la presa soviètica de Polònia al final de la Segona Guerra Mundial, Zofia va ser arrestada per les autoritats comunistes com a membre de la Resistència, però finalment va ser alliberada. Es va casar. Anys més tard, amb el seu marit, Baniecka es va involucrar amb l'anticomunista Komitet Obrony Robotników (KOR), sense deixar de banda l'amenaça de les repressions. En última instància, també es va convertir en una participant activa en el moviment Solidaritat polonesa dels anys vuitanta.

## Record
Va ser reconeguda com a Justa entre les Nacions, a títol pòstum, el 2016.